# Elizabeth Hardwick
Elizabeth Hardwick (Lexington, Kentucky, 27 de julio de 1916; Nueva York, 2 de diciembre de 2007) fue una escritora y crítica literaria norteamericana.

## Trayectoria
Elizabeth Hardwick nació en Lexington, Kentucky, y se licenció por la Universidad de Kentucky, en 1939, y completó estudios en la Universidad de Columbia. Logró un Guggenheim Fellowship en 1947. Destaca entre los escritores de Nueva York. Fue ganadora de la Medalla de Oro de la Academia Estadounidense de las Artes y las Letras.
Entre 1949 y 1972 estuvo casada con el poeta Robert Lowell; su hija es Harriet Lowell. Dio clases en los setenta y ochenta en el Barnard College así Columbia University de Nueva York.
Hardwick escribió tres novelas, una breve biografía, Herman Melville, y  cuatro conjuntos de ensayos. Entre éstos se encuentra Seduction and Betrayal, es un estudio sobre las mujeres en la literatura, famoso, que apareció en el New York Review of Books. Dentro de su tarea crítica, en 1961 editó The Selected Letters of William James.

## Obras
- The Ghostly Lover (1945), novela
- The Simple Truth (1955), novela
- Sleepless Nights (1979), novela. Traducción de Marta Alcaraz: Noches insomnes, Barcelona, Duomo, 2009.
- A View of My Own (1962), crítica literaria
- Seduction and Betrayal (1974), crítica literaria. Traducción de Rebeca García Nieto: Seducción y traición, Barcelona, Editorial Navona, 2023.
- Bartleby in Manhattan (1983), crítica literaria
- Sight-Readings (1998), crítica literaria.
- Herman Melville (2000). Traducción: Melville, Barcelona, Mondadori, 2002.
- The New York Stories of Elizabeth Hardwick, 2010, cuentos.